# تاریخ بحرین (۱۹۷۱–۱۷۸۳)
تاریخ بحرین (۱۷۸۳–۱۹۷۱) از سال ۱۷۸۳ میلادی (۱۱۶۳ خورشیدی) لغایت ۱۹۷۱ میلادی (۱۳۵۰ خورشیدی) دوره‌ای از تاریخ این جزیره است که از حمله آل خلیفه تا استقلال از امپراتوری بریتانیا (استقلال بحرین) را در بر می‌گیرد. تاریخ شروع این دوره از دومین سال سلطنت ۴ ساله علیمرادخان زند ششمین پادشاه زندیه آغاز می‌شود.
بحرین بخشی از سرزمین تحت قلمرو پادشاهی ایران بود تا اینکه در سال ۱۷۸۳ میلادی (۱۱۶۳ خورشیدی)، قبیله بنی عتبه به رهبری آل خلیفه از پایگاه خود در الزباره (واقع در قطر تحت حمایت امپراتوری بریتانیا) به آن حمله کردند. حاکم آل خلیفه احمد بن محمد بن عیسی اشعری بود که به دلیل این تجاوز به فاتح معروف شد. جانشینان او در طول ۷۵ سال آینده (تا سال ۱۸۵۸ میلادی - ۱۲۳۷ خورشیدی مصادف با دهمین سالگرد پادشاهی ناصرالدین شاه) با چالش‌های زیادی روبرو شدند، اما آنها توانستند در این مدت بحرین را تحت کنترل خود نگه دارند. از نظر خارجی، این جزیره تحت تهدیدات مستمر عمان و وهابی‌ها بود که هر دو برای مدت کوتاهی آن را تحت کنترل داشتند. در این دوره ایران و عثمانی نیز برای کنترل این جزیره تلاش کردند. در سال ۱۸۲۰ میلادی (۱۱۹۹ خورشیدی - پادشاهی فتحعلی شاه) و پس از آن در سال ۱۸۶۱ میلادی (پادشاهی ناصرالدین شاه)، بریتانیا ۲ معاهده صلح با بحرین (آتش بس دائمی صلح و دوستی) امضا کرد و آل خلیفه را به عنوان حاکم خود به رسمیت شناخت.
در سال ۱۸۶۷ میلادی (پادشاهی ناصرالدین شاه) جنگی بین آل خلیفه بحرین و قطر (تحت پشتیبانی بریتانیا) درگرفت که منجر به مداخله بریتانیا و استقلال قطر از بحرین شد. پیرو آن انگلیسی‌ها یک حاکم جدید آل خلیفه به نام عیسی بن علی را منصوب کردند. در طول سلطنت عیسی (۱۸۶۹–۱۹۲۳)(۱۲۴۸–۱۳۰۲ خورشیدی)، هیچ چالش خارجی برای کشور وجود نداشت زیرا بریتانیا از آن دفاع می‌کرد. او و خانواده اش از قدرت مطلق برخوردار بودند و بر مردم به عنوان رعایا حکومت می‌کردند و بخش اعظم کشور را به عنوان املاک فئودالی تحت کنترل داشتند. درآمد عمومی کشور که در آن زمان بیشتر به عنوان مالیات و رانت جمع‌آوری می‌شد، درآمد خصوصی حاکم بود. حاکم از یک گروه ستیزه‌جوی ویژه برای اجرای دستورات خود از طریق اجبار فیزیکی استفاده کرد. ستون فقرات اقتصاد، کشت نخل، ماهیگیری و غواصی مروارید بود. کشت نخل که شیعیان انجام می‌دادند، به شدت تحت کنترل آل خلیفه بود. از سوی دیگر، کنترل غواصی مروارید مطمئن بود، زیرا توسط قبایل سنی کنترل می‌شد که سطح بالایی از خودمختاری را حفظ می‌کردند و در برابر مداخله مقاومت می‌کردند. قدرت شیعه از فقهای آنها ناشی می‌شد که دارای قدرت اجتماعی قوی همراه با دارایی‌های کلان بودند.
در پایان قرن نوزدهم، بریتانیا بحرین را تحت‌الحمایه خود کرد. و در پایان جنگ جهانی (۱۲۹۷ خورشیدی) اول کنترل خود را بر این جزیره بیشتر کرد. از سال ۱۹۱۹ (۱۲۹۸ خورشیدی)، عوامل سیاسی متوالی بریتانیا اجرای طرح های اصلاحی را آغاز کردند. اصلاحات دهه بیست که شناخته شدند ماهیت اداری داشتند. شیعیان از اصلاحات حمایت کردند، در حالی که قبایل سنی و بخشهایی از خاندان حاکم با آنها مخالفت کردند. بسیاری از طومارها و دادخواست های متقابل به مقامات مختلف بریتانیا ارسال شد. کشور تقسیم شد و خشونت از جناح مخالف زیاد شد. انگلیسی ها مداخله کردند و پسر بزرگ حمد بن عیسی را که از اصلاحات حمایت می کرد جایگزین حاکم کردند. اصلاحات شامل صنعت مروارید، املاک خصوصی، سیستم قضایی، سیستم پلیس و آموزش و پرورش بود. در سال ۱۹۳۲، نفت کشف شد که منجر به تغییرات اقتصادی و اجتماعی قابل توجهی در جزیره شد. صنعت مروارید و کشت نخل به زودی به دلیل صنعت تولید نفت از بین رفت.

## به قدرت رسیدن آل خلیفه
آل خلیفه، یک خانواده سنی وابسته به قبیله بنی عتبه، در سال ۱۷۶۶ پس از نقل مکان از کویت، در الزباره (قطر) ساکن شدند. در اصل، اجداد آنها به دلیل عادات غارتگرانه در شکار کاروان‌ها در بصره و تجارت کشتی‌ها در آبراه اروندرود، توسط عثمانی‌ها از ام قصر عراق بیرون رانده شدند. ترکها آنها را در سال ۱۷۱۶ به کویت تبعید کردند و تا سال ۱۷۶۶ در آنجا ماندند. در حدود دهه ۱۷۶۰، آل خلیفه به زبره در قطر امروزی مهاجرت کرد. خاندان آل جلحمه، متحد قبیله بنی عتبه، به زودی به آل خلیفه در الزباره پیوستند و الصباح را به عنوان مالکان انحصاری کویت باقی گذاشتند. با این حال، آنها بعداً در مورد توزیع درآمد به توافق نرسیدند و باعث شد که الجلهمه به سمت ریویش در شرق الزباره حرکت کند. آل خلیفه در آنجا به آنها حمله کرد و رئیس آنها جابر الجلهمه را کشت.

## زمامداری آل خلیفه
سلطنت احمد بن محمد بن عیسی اشعری (۱۷۹۶–۱۷۸۳) (۱۲۶۲ تا ۱۲۷۵ خورشیدی) پایدار و صلح آمیز بود که طی آن تولید و تجارت مروارید به‌طور قابل توجهی ترقی کرد. اما در طول ۷۵ سال بعد، حکومت آل خلیفه در بحرین با تهدیدهای جدی خارجی و داخلی مواجه شد. با این وجود، آنها با همبستگی علیه دشمنان، موفق شدند جزیره را تحت کنترل خود نگه دارند.

### تهدیدات خارجی
در سال ۱۷۹۶، وهابی‌ها الزباره را پس از تصرف احساء که در سال قبل رخ داده بود، اشغال کردند. سلمان بن احمد شکست خورده که جانشین پدرش شد به روستای جو در سواحل شرقی بحرین نقل مکان کرد و بعداً به رفاع نقل مکان کرد و در آنجا دژ (قلعه رفاع) چشمگیری ساخت. در سال ۱۷۹۹، حاکم مسقط، عمان به بحرین حمله کرد، اما نتوانست آن را کنترل کند. سال بعد او حمله دیگری را انجام داد که این بار موفقیت‌آمیز بود و پسرش را به سرپرستی جزیره منصوب کرد. در سال ۱۸۰۱، آل خلیفه که به الزباره گریخت، با سوء استفاده از غیبت ناوگان عمان، کنترل بحرین را دوباره به دست گرفت. عمانی‌ها سال بعد تلافی کردند، اما شکست خوردند. وهابی‌ها که از آل خلیفه علیه عمان حمایت می‌کردند، بحرین را بین سال‌های ۱۸۰۳ و ۱۸۰۹ تحت حمایت خود قرار دادند و در سال ۱۸۱۰ به‌طور مستقیم کنترل کردند.
به محض اینکه وهابی‌ها بر اثر پیشروی مصر در سال ۱۸۱۱ ضعیف شدند، آل خلیفه اتحاد خود را با عمان اعلام کرد و به مدت دو سال به آن مالیات پرداخت. سپس زمانی که عمان پس از شکست از خاندان القاسمی تضعیف شد، آل خلیفه خودمختاری خود را اعلام کرد. رهبر الجلهمه رحمة بن جابر بن عذبی الجلهمی، مستقر در خور حسن، با آل خلیفه که کینه عمیقی نسبت به او داشت، مخالفت کرد. او به کشتی‌های آنها حمله می‌کرد و از دشمنان آنها حمایت می‌نمود تا اینکه در سال ۱۸۲۶ در یک نبرد سخت کشته شد. در سال ۱۸۲۰، بریتانیا پس از آن قدرت مسلط در منطقه «پیمان صلح عمومی» را با رؤسای قبایل از جمله آل خلیفه امضا کرد. با امضای این معاهده، بریتانیا آل خلیفه را به عنوان حاکمان «مشروع» بحرین به رسمیت شناخت، اما بریتانیا نیز ادعایی بر بحرین به ایرانیان داد که تا استقلال بحرین در سال ۱۹۷۱ به آن استناد کردند.